# Miquel Sànchez Múrcia
Miquel Sànchez Múrcia (1955), més conegut senzillament com a Miquel Sánchez, és un muntanyenc, alpinista i guarda de refugi de muntanya català.
Miquel Sánchez és un muntanyenc i alpinista i un dels guardes més veterans del Pirineu. Des del 1982 és el guarda refugi Refugi Joan Ventosa i Calvell, al Parc Nacional d'Aigüestortes i Estany de Sant Maurici, situat en mig de la ruta de la popular travessa d'alta muntanya Carros de Foc. Com a alpinista, va formar part de les primeres expedicions catalanes a l'Everest. Durant les dues primeres dècades del segle XXI, amb la també guarda del Refugi de Ventosa i Calvell, Belén Ortiz, rep cada setmana de la temporada alta centenars d'excursionistes, una quantitat ben diferent de la dels començaments, durant la dècada dels vuitanta, quan vivia aïllat i amb prou feines hi pujava ningú, i això li donava via lliure per sortir cada dia a obrir vies d'escalada en parets verges i, a l'hivern, esquiar per racons desconeguts per a la majoria.